# Disney-dollar
Disney-dollar (engelska: Disney Dollars) är en kommersiell kupong (alternativ valuta) som säljs av Disney accepteras som betalning vid företagets anläggningar, såsom Disney cruise ships, The Disney Store och i vissa delar av företagets privata ö Castaway Cay. Disney-dollar påminner om US-dollar i form, design och storlek. Sedlarna har oftast motiv av olika Disney-figurer, såsom Kalle Anka, Pluto och Musse Pigg eller en teckning av något annat Disney-motiv. 

## Historik
Valutan introducerades den 5 maj 1987.